# Gran Premio motociclistico di Jugoslavia 1988
Il Gran Premio motociclistico di Jugoslavia 1988 fu la decima gara del Motomondiale 1988. Si disputò il 17 luglio 1988 presso l'Automotodrom Grobnik, nei pressi di Fiume.
Si è gareggiato in quattro classi, con le vittorie di Wayne Gardner nella classe 500, di Sito Pons nella classe 250 e di Jorge Martínez nelle classi 125 e 80.
Martínez diventa campione del mondo della classe 80. Anton Mang, in 250, cade e si rompe una clavicola, chiudendo la sua carriera.

## Classe 500

### Arrivati al traguardo
| Pos | Pilota              | Moto      | Giri | Tempo     | Griglia | Punti |
| --- | ------------------- | --------- | ---- | --------- | ------- | ----- |
| 1   | Wayne Gardner       | Honda     | 30   | 45:44.146 | 2       | 20    |
| 2   | Christian Sarron    | Yamaha    | 30   | +7.742    | 1       | 17    |
| 3   | Wayne Rainey        | Yamaha    | 30   | +21.338   | 4       | 15    |
| 4   | Randy Mamola        | Cagiva    | 30   | +23.620   | 6       | 13    |
| 5   | Kevin Magee         | Yamaha    | 30   | +23.848   | 7       | 11    |
| 6   | Didier de Radiguès  | Yamaha    | 30   | +58.290   | 8       | 10    |
| 7   | Shunji Yatsushiro   | Honda     | 30   | +1:02.254 | 10      | 9     |
| 8   | Robert McElnea      | Suzuki    | 30   | +1:02.459 | 11      | 8     |
| 9   | Ron Haslam          | Elf-Honda | 30   | +1:05.832 | 12      | 7     |
| 10  | Eddie Lawson        | Yamaha    | 30   | +1:19.750 | 5       | 6     |
| 11  | Pierfrancesco Chili | Honda     | 30   | +1:46.303 | 9       | 5     |
| 12  | Patrick Igoa        | Yamaha    | 29   | +1 giro   | 13      | 4     |
| 13  | Donnie McLeod       | Honda     | 29   | +1 giro   | 19      | 3     |
| 14  | Mike Baldwin        | Honda     | 29   | +1 giro   | 22      | 2     |
| 15  | Bruno Kneubühler    | Honda     | 29   | +1 giro   | 20      | 1     |
| 16  | Fabio Barchitta     | Honda     | 29   | +1 giro   | 21      |       |
| 17  | Fabio Biliotti      | Honda     | 29   | +1 giro   | 23      |       |
| 18  | Karl Truchsess      | Honda     | 29   | +1 giro   | 24      |       |
| 19  | Daniel Amatriaín    | Honda     | 29   | +1 giro   | 26      |       |
| 20  | Eddie Laycock       | Honda     | 29   | +1 giro   | 23      |       |
| 21  | Andreas Leuthe      | Suzuki    | 29   | +1 giro   | 27      |       |
| 22  | Silvo Habat         | Suzuki    | 29   | +1 giro   | 29      |       |
| 23  | Wolfgang von Muralt | Suzuki    | 28   | +2 giri   | 31      |       |
| 24  | Jean-Luc Demierre   | Suzuki    | 28   | +2 giri   | 35      |       |
| 25  | Georg Jung          | Honda     | 28   | +2 giri   | 34      |       |
| 26  | Helmut Schütz       | Honda     | 28   | +2 giri   | 36      |       |

### Ritirati
| Pilota            | Moto      | Giri | Motivo ritiro | Griglia |
| ----------------- | --------- | ---- | ------------- | ------- |
| Maarten Duyzers   | Honda     | 19   |               | 25      |
| Michael Rudroff   | Honda     | 16   |               | 28      |
| Malcolm Campbell  | Elf-Honda | 16   |               | 18      |
| Ari Rämö          | Honda     | 7    |               | 32      |
| Niall Mackenzie   | Honda     | 4    |               | 3       |
| Marco Gentile     | Fior      | 4    |               | 15      |
| Raymond Roche     | Cagiva    | 2    |               | 14      |
| Marco Papa        | Honda     | 2    |               | 16      |
| Alessandro Valesi | Honda     | 1    |               | 17      |
| Pavol Dekanek     | Honda     | 0    |               | 33      |

### Non qualificati
| Pilota            | Moto   |
| ----------------- | ------ |
| Steve Manley      | Suzuki |
| Josef Doppler     | Honda  |
| Vincenzo Cascino  | Honda  |
| Michael Kaplan    | Honda  |
| Larry Vacondio    | Suzuki |
| Niggi Schmassmann | Honda  |
| Franz Schopf      | Suzuki |

## Classe 250

### Arrivati al traguardo
| Pos | Pilota              | Moto       | Tempo     | Griglia | Punti |
| --- | ------------------- | ---------- | --------- | ------- | ----- |
| 1   | Sito Pons           | Honda      | 40:21.390 | 1       | 20    |
| 2   | Juan Garriga        | Yamaha     | +5.000    | 2       | 17    |
| 3   | Dominique Sarron    | Honda      | +6.060    | 4       | 15    |
| 4   | Reinhold Roth       | Honda      | +24.200   | 5       | 13    |
| 5   | Luca Cadalora       | Yamaha     | +24.380   | 7       | 11    |
| 6   | Jacques Cornu       | Honda      | +30.240   | 3       | 10    |
| 7   | Loris Reggiani      | Aprilia    | +1:01.060 | 11      | 9     |
| 8   | Carlos Cardús       | Honda      | +1:11.560 | 12      | 8     |
| 9   | Harald Eckl         | Aprilia    | +1:14.830 | 13      | 7     |
| 10  | Maurizio Vitali     | Gazzaniga  | +1:23.050 | 19      | 6     |
| 11  | Stefano Caracchi    | Honda      | +1:23.220 | 21      | 5     |
| 12  | Urs Jucker          | Yamaha     | +1 giro   | 22      | 4     |
| 13  | Jean-François Baldé | Defi-Rotax | +1 giro   | 17      | 3     |
| 14  | August Auinger      | Aprilia    | +1 giro   | 31      | 2     |
| 15  | Bruno Casanova      | Aprilia    | +1 giro   | 15      | 1     |
| 16  | Guy Bertin          | Yamaha     | +1 giro   | 30      |       |
| 17  | Andreas Preining    | Aprilia    | +1 giro   | 26      |       |
| 18  | Massimo Matteoni    | Yamaha     | +1 giro   | 27      |       |
| 19  | Bruno Bonhuil       | Honda      | +1 giro   | 36      |       |
| 20  | Urs Luzi            | Honda      | +1 giro   | 28      |       |
| 21  | René Delaby         | Yamaha     | +1 giro   | 33      |       |
| 22  | Jochen Schmid       | Honda      | +1 giro   | 29      |       |
| 23  | Hans Lindner        | Honda      | +1 giro   | 34      |       |
| 24  | Bernard Schick      | Honda      |           | 35      |       |

### Ritirati
| Pilota               | Moto      | Motivo | Griglia |
| -------------------- | --------- | ------ | ------- |
| Gary Cowan           | Yamaha    |        | 23      |
| Jean-Michel Mattioli | Yamaha    |        | 16      |
| Hans Becker          | Yamaha    |        | 18      |
| Masahiro Shimizu     | Honda     |        | 14      |
| Helmut Bradl         | Honda     |        | 24      |
| Manfred Herweh       | Yamaha    | Caduta | 9       |
| Jean-Philippe Ruggia | Yamaha    | Caduta | 8       |
| Javier Cardelús      | Aprilia   |        | 23      |
| Paolo Casoli         | Garelli   |        | 32      |
| Donnie McLeod        | EMC-Rotax | Caduta | 20      |
| Christian Boudinot   | Fior      |        | 37      |
| Anton Mang           | Honda     | Caduta | 10      |

### Non partito
| Pilota        | Moto   | Griglia |
| ------------- | ------ | ------- |
| Carlos Lavado | Yamaha | 6       |

### Non qualificati
| Pilota              | Moto    |
| ------------------- | ------- |
| Jean-Francois Foray | Yamaha  |
| Ivan Troisi         | Yamaha  |
| Nedy Crotta         | Aprilia |
| Alain Bronec        | Honda   |
| Martin Sraj         | Honda   |
| Zdravko Leljak      | Honda   |
| Stefan Klabacher    | Aprilia |
| Thierry Rapicault   | Fior    |
| Hervé Duffard       | Honda   |
| D. Srdoc            | Honda   |

## Classe 125

### Arrivati al traguardo
| Pos | Pilota               | Moto        | Tempo     | Griglia | Punti |
| --- | -------------------- | ----------- | --------- | ------- | ----- |
| 1   | Jorge Martínez       | Derbi       | 37:01.640 | 1       | 20    |
| 2   | Ezio Gianola         | Honda       | +0.900    | 9       | 17    |
| 3   | Lucio Pietroniro     | Honda       | +5.480    | 13      | 15    |
| 4   | Domenico Brigaglia   | Rotax       | +5.620    | 3       | 13    |
| 5   | Stefan Prein         | Honda       | +5.990    | 11      | 11    |
| 6   | Kōji Takada          | Honda       | +6.120    | 7       | 10    |
| 7   | Adi Stadler          | Honda       | +15.110   | 8       | 9     |
| 8   | Luis Miguel Reyes    | Garelli     | +24.640   | 17      | 8     |
| 9   | Allan Scott          | Honda       | +25.460   | 18      | 7     |
| 10  | Heinz Lüthi          | Honda       | +25.980   | 36      | 6     |
| 11  | Krzysztof Galatowicz | Honda       | +27.080   | 14      | 5     |
| 12  | Josef Fischer        | Noki-Rotax  | +28.240   | 16      | 4     |
| 13  | Hisashi Unemoto      | Honda       | +28.690   | 21      | 3     |
| 14  | Hans Spaan           | Honda       | +28.830   | 2       | 2     |
| 15  | Robin Milton         | Honda       | +30.200   | 30      | 1     |
| 16  | Johnny Wickström     | Honda       | +38.420   | 20      |       |
| 17  | Claudio Macciotta    | Honda       | +43.120   | 23      |       |
| 18  | Robin Appleyard      | Honda       | +43.260   | 24      |       |
| 19  | Thierry Feuz         | Ferac-Rotax | +43.680   | 22      |       |
| 20  | Jörg Seel            | Seel        | +1 giro   | 25      |       |
| 21  | Bady Hassaine        | Honda       | +2 giri   | 33      |       |

### Ritirati
| Pilota             | Moto      | Motivo | Griglia |
| ------------------ | --------- | ------ | ------- |
| Emilio Cuppini     | Honda     |        | 29      |
| Pier Paolo Bianchi | Cagiva    |        | 35      |
| Gastone Grassetti  | Honda     | Caduta | 5       |
| Jean-Claude Selini | Honda     |        | 34      |
| Ian McConnachie    | Cagiva    |        | 10      |
| Corrado Catalano   | Aprilia   |        | 6       |
| Julián Miralles    | Honda     | Caduta | 27      |
| Hubert Abold       | Honda     |        | 4       |
| Mike Leitner       | LCR-Rotax |        | 12      |
| Juan Ramon Bolart  | JJ-Cobas  |        | 26      |
| Alfred Waibel      | Honda     |        | 31      |
| Gerhard Waibel     | Honda     |        | 19      |
| Esa Kytölä         | Honda     |        | 32      |
| Serge Julin        | Rotax     |        | 15      |
| Manuel Herreros    | Derbi     |        | 28      |

### Non qualificati
| Pilota            | Moto     |
| ----------------- | -------- |
| Jussi Hautaniemi  | Honda    |
| Paolo Scappini    | Faccioli |
| Stefan Dörflinger | Honda    |
| Manuel Hernández  | Honda    |
| Francisco Debon   | Arbizu   |
| Fernando Gonzales | Cobas    |
| Zdravko Matulja   | Casal    |
| Fausto Gresini    | Garelli  |
| Janez Pintar      | Honda    |
| Karl Dauer        | Honda    |
| Marco Cipriani    | Honda    |
| Stefano Bianchi   | Cordati  |

## Classe 80

### Arrivati al traguardo
| Pos | Pilota             | Moto      | Tempo     | Griglia | Punti |
| --- | ------------------ | --------- | --------- | ------- | ----- |
| 1   | Jorge Martínez     | Derbi     | 29:32.750 | 1       | 20    |
| 2   | Peter Öttl         | Krauser   | +2.170    | 3       | 17    |
| 3   | Àlex Crivillé      | Derbi     | +20.780   | 12      | 15    |
| 4   | Jörg Seel          | Seel      | +21.940   | 7       | 13    |
| 5   | Bogdan Nikolov     | Krauser   | +22.140   | 6       | 11    |
| 6   | Stefan Dörflinger  | Krauser   | +30.320   | 2       | 10    |
| 7   | Manuel Herreros    | Derbi     | +38.300   | 14      | 9     |
| 8   | Jos van Dongen     | Casal     | +38.450   | 10      | 8     |
| 9   | Herri Torrontegui  | Autisa    | +47.320   | 16      | 7     |
| 10  | Juhász Károly      | Krauser   | +48.400   | 13      | 6     |
| 11  | Rainer Kunz        | Ziegler   | +48.560   | 11      | 5     |
| 12  | Adrie Nijenhuis    | Casal     | +55.750   | 20      | 4     |
| 13  | Günter Schirnhofer | Krauser   | +57.590   | 8       | 3     |
| 14  | János Szabó        | Krauser   | +59.780   | 9       | 2     |
| 15  | Alojz Pavlič       | Seel      | +1:05.600 | 18      | 1     |
| 16  | Gabriele Gnani     | Gnani     | +1:06.020 | 17      |       |
| 17  | Jaime Mariano      | JJ-Cobas  | +1:08.830 | 24      |       |
| 18  | Reiner Koster      | LCR       | +1:19.000 | 25      |       |
| 19  | Javier Arumi       | Krauser   | +1:29.640 | 21      |       |
| 20  | Stefan Brägger     | Casal     | +1:33.940 | 28      |       |
| 21  | Paolo Priori       | Krauser   | +1:35.610 | 30      |       |
| 22  | Hans Koopman       | Ziegler   | +1:50.900 | 23      |       |
| 23  | Jacques Bernard    | Fantic    | +1 giro   | 27      |       |
| 24  | René Dünki         | Krauser   | +1 giro   | 15      |       |
| 25  | Peter Tibori       | Casal     | +1 giro   | 33      |       |
| 26  | Serge Julin        | Casal     | +1 giro   | 19      |       |
| 27  | Thomas Engl        | GPE       | +1 giro   | 29      |       |
| 28  | Primoz Sovic       | Eberhardt | +1 giro   | 34      |       |
| 29  | Lione Robert       | SPR       | +1 giro   | 32      |       |
| 30  | Brane Rokavec      | Seel      | +1 giro   | 36      |       |
| 31  | Chris Baert        | Casal     | +1 giro   | 35      |       |

### Ritirati
| Pilota             | Moto       | Motivo | Griglia |
| ------------------ | ---------- | ------ | ------- |
| Bert Smit          | Krauser    | Caduta | 4       |
| Giuseppe Ascareggi | BBFT       |        | 5       |
| Janez Pintar       | Eberhardt  |        | 22      |
| Hagen Klein        | Honda      |        | 31      |
| Otto Machinek      | Om-Spezial |        | 37      |

### Non partito
| Pilota          | Moto  | Griglia |
| --------------- | ----- | ------- |
| Zdravko Matulja | Casal | 26      |

### Non qualificati
| Pilota            | Moto   |
| ----------------- | ------ |
| Francesco Fantini | BBFT   |
| Juan Esteve       | Autisa |